# اویراسه، آئوموری
اویراسه، آئوموری (به لاتین: Oirase, Aomori) یک منطقهٔ مسکونی در ژاپن است که در Kamikita District واقع شده‌است. اویراسه ۷۱٫۹۶ کیلومترمربع مساحت و ۲۵٬۳۷۷ نفر جمعیت دارد.